# Phillip M. Landrum

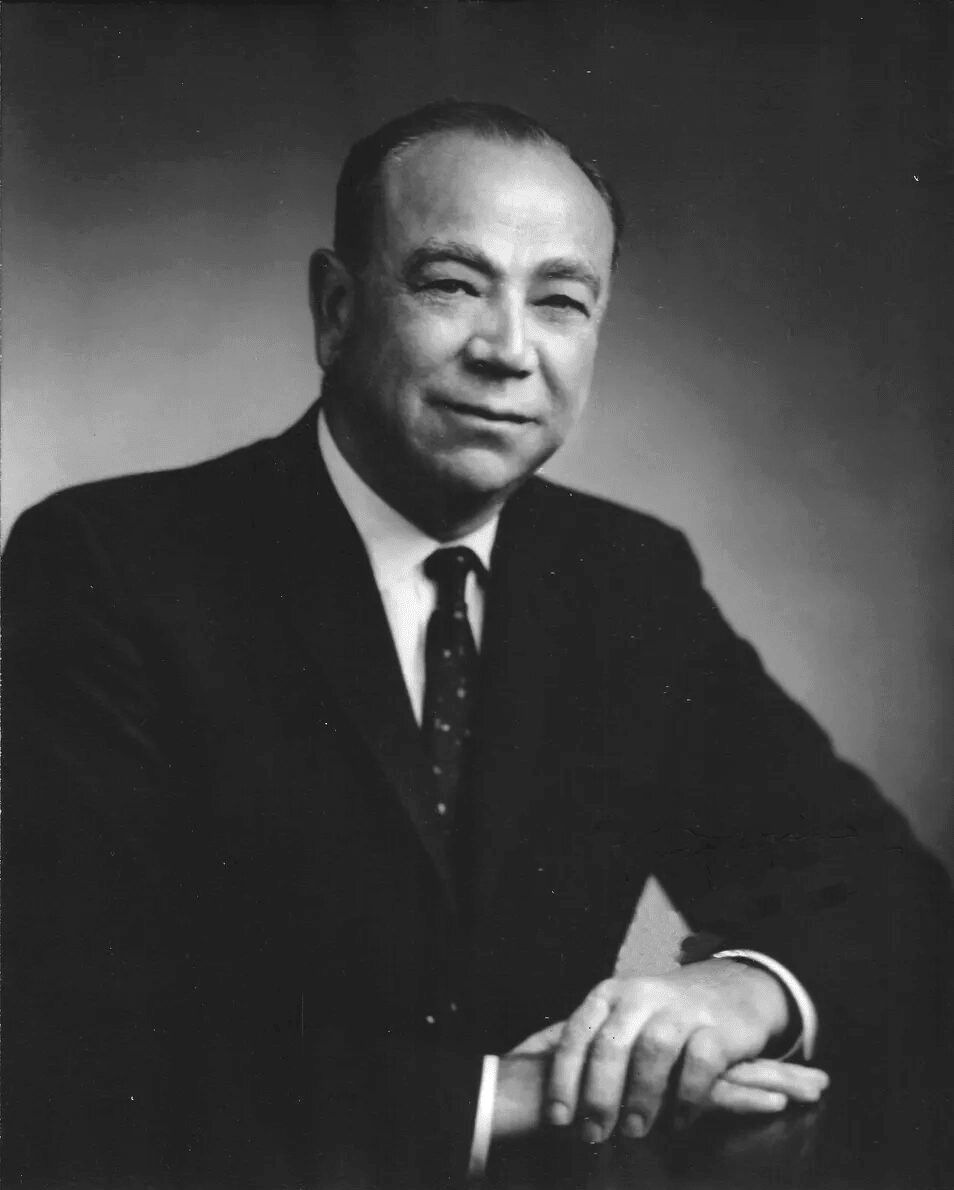
Phillip M. Landrum (1971)

Phillip Mitchell Landrum (* 10. September 1907 in Martin, Stephens County, Georgia; † 19. November 1990 in Jasper, Georgia) war ein US-amerikanischer Politiker. Er vertrat den Bundesstaat Georgia als Abgeordneter im US-Repräsentantenhaus.

## Werdegang
Phillip Landrum besuchte die öffentliche Schule und die Mercer University in Macon in Georgia. Danach graduierte er 1939 an dem Piedmont College in Demorest in Georgia mit einem Bachelor of Arts und 1941 an der Atlanta Law School mit einem Bachelor of Laws. Zwischenzeitlich war er auch Leiter der Nelson High School von 1937 bis 1941. Seine Zulassung als Anwalt bekam er 1941 und eröffnete dann eine Praxis in Canton, Georgia.
Er kandidierte 1942 für den 78. Kongress, scheiterte aber. Während des Zweiten Weltkrieges verpflichtete er sich am 2. Oktober 1942 als einfacher Soldat im United States Army Air Corps. Er diente in Europa und wurde aus der Armee am 1. Juni 1945 mit dem Dienstgrad eines Leutnants (First Lieutenant) entlassen.
Nach seiner Entlassung aus der Armee war er bei der Veterans’ Administration beschäftigt. Danach war er stellvertretender Generalstaatsanwalt von Georgia zwischen 1946 und 1947. Anschließend war er in den Jahren 1947 und 1948 Chefsekretär von Georgias Gouverneur.
Landrum praktizierte danach als Anwalt in Jasper bis zu seiner Wahl als Demokrat in den 83. und die elf nachfolgenden Kongresse. Seine Amtszeit belief sich vom 3. Januar 1953 bis zum 3. Januar 1977. Danach entschloss er sich 1976, nicht noch einmal für den 91. Kongress zu kandidieren. In seiner Amtszeit im Kongress war er bei der Verfassung des Southern Manifesto beteiligt, das sich gegen die Rassenintegration an öffentlichen Einrichtungen aussprach.
Phillip Landrum verstarb am 19. November 1990 in seinem Wohnsitz in Jasper, Georgia.